# Жантлеуов, Кали
Кали Жантлеуов (каз. Қали Жантілеуов; 8 января 1902 — 10 августа 1970, Алма-Ата) — казахстанский советский певец, домбрист-кюйши, народный артист Казахской ССР (1954).

## Биография
Родился на территории современного Жанакалинского района Западно-Казахстанской области.
Ученик народного композитора, кюйши Мамена Ергалиева. В 1934 году получил приз 1-го Всеказахстанского слёта народного искусства.
С 1934 года — солист Казахского оркестра народных инструментов. В 1945—1955 годах работал на кафедре народных инструментов Алма-Атинской консерватории (сейчас Казахская национальная консерватория имени Курмангазы), в 1955—1968 годах — в Казахской государственной филармонии им. Джамбула. С 1968 года — преподаватель Алматинской консерватории.

### Последние годы
Сведения о последних годах Жантлеуова противоречивы. По данным издания «Казахстан. Национальная энциклопедия», музыкант умер 10 августа 1970 года в Алма-Ате, однако в книге «Күй қайнары. Голоса народных муз», изданной в 1990 году в Алма-Ате, «Кали-ага» упоминается как ныне живущий. Некоторые источники указывают, что Жантлеуов умер в 1993 году или в 1995 году.
Могила Кали Жантлеуова находится в Жанакалинском районе Западно-Казахстанской области.

## Творчество
Кали Жантлеуов в совершенстве владел исполнительскими традициями казахской народной оркестровой музыки. Пропагандировал произведения казахских композиторов: Курмангазы, Даулеткерея, Туркеша, Баламайсана и др.). Среди учеников Жантлеуова — такие известные музыканты, как Шамгон Кажгалиев, Рустем Омаров, Нургиса Тлендиев, Фуат Мансуров, Хабидолла Тастанов и др.

## Звания и награды
- Заслуженный артист Казахской ССР (1940)
- Народный артист Казахской ССР (1954)
- Орден «Знак Почёта»[1] (3 января 1959) — за выдающиеся заслуги в развитии казахского искусства и литературы и в связи с декадой казахского искусства и литературы в гор. Москве[источник не указан 800 дней]